# El Trono de la Luna Creciente
El Trono de la Luna Creciente (Throne of the Crescent Moon originalmente en inglés) es una novela fantástica escrita por Saladin Ahmed ambientada en un mundo reminiscente de la mitología árabe presente en Las mil y una noches. DAW Books publicó la novela en febrero de 2012. El libro recibió nominaciones a la mejor novela en los premios Nébula de 2012 y Hugo de 2013, además de ganar el premio Locus a la mejor primera novela de 2012.

## Argumento
La trama del libro sigue al Doctor Adoulla Makhslodd, un envejecido cazador de gules asentado en la gran ciudad de Dhamsawaat que desearía poder retirarse y renunciar a sus aventuras y los peligros que estas conllevan para poder disfrutar de los placeres de la vida, entre ellos el llevar una vida en común con Miri, la dueña de un burdel y su amor de toda la vida, que no está dispuesta a mantener una relación con él mientras mantenga una profesión en la que arriesga su vida constantemente. 
Lo que empieza como un típico caso de ataque de gules a la familia de Miri conduce con rapidez a que el Doctor y su ayudante, Raseed bas Raseed, un guerrero derviche que ha tomado para sí los votos del camino sagrado de su orden, se enfrenten a las maquinaciones de un oscuro hechicero. En esta tarea cuentan con la ayuda de sus viejos amigos Dawood y Litaz, de la República de Soo, él un mago cuyos hechizos utilizan y merman su propia energía vital y ella, su mujer, una alquimista de gran habilidad. El último miembro de su banda es Zamia, una joven miembro de la tribu badawi (reflejo de los beduinos del mundo real) a la que se le concedió el poder de adoptar la bendita forma del león y cuya banda fue asesinada por orden del hechicero. Además del enfrentamiento entre fuerzas mágicas existe agitación política en la ciudad pues el misterioso Príncipe Halcón parece decidido a fomentar la revolución contra el corrupto califa.

## Recepción
La novela atrajo la atención de parte del público y la crítica por su uso de las leyendas típicas de Oriente Medio como fuente, lo que la aleja de los tradicionales novelas de fantasía eurocéntricas. Annalee Newitz finaliza su crítica del libro para io9 diciendo que "Sin embargo, lo que realmente hace que este libro destaque son sus personajes y su cautivador trasfondo". Richard Marcus, en blogcritics, afirma que aunque el autor consigue mantener el interés de principio a fin y convertir en familiar un entorno que a la mayoría de su público le resultará ajeno, la principal razón para leerlo no es que sea diferente, sino que está bien escrito y es tan bueno como cualquier otro libro de fantasía.
Entre las críticas negativas, Dan Smyth en elitistbookreviews alaba, al igual que la mayoría de análisis, el mundo creado para el relato pero plantea que la división entre seis personajes narrando su punto de vista para una historia de apenas 300 páginas es excesiva, lo que complica el desarrollo narrativo de estos. También considera que la historia "era demasiado simple. Lineal, directa y casi como seguir un camino guiado, como una campaña de Dungeons & Dragons."

## Continuaciones
Saladin Ahmed confirmó en su blog en diciembre de 2014 que su intención era continuar la historia con un nuevo libro titulado The Thousand and One, cuya publicación se espera para 2016, tras recuperarse de una depresión que le llevó a eliminar un borrador previo casi completo de la futura novela.